# Режис Коломбо
Режис Коломбо (фр. Régis Colombo; нар. 2 квітня 1969, Монтре, кантон Во, Швейцарія) — швейцарський фотограф і художник.
Автор низки альбомів:
- «Магія енергії» (2002);
- «Швейцарські виноградники» (2003);
- «Сахара» (2004);
- «Занзібар» (2005);
- «Азія» (2006);
- «Лозанна» (2012).

Від 1994 р. провів 30 особистих виставок у США та Європі.
Має низку нагород, зокрема, Едмона Ротшильда (2006).
За колажі із серії «Прозорості» («Transparencies») фотограф здобув світове визнання — ці колажі є результатом низки подорожей до різних частин світу, зокрема Європи, Азії, Америки. Образи Києва, Дубаї, Нью-Йорка, Парижа, Лондона, Токіо та інших міст.